# يو كي اونلاين
يو كي اونلاين (Ukonline) هو موقع الكتروني بمثابة «بوابة» لحكومة المملكة المتحدة يربط بمعلومات القطاع العام، وكان يُسمى me.gov سابقاً.

## نبذة
اُطلق الموقع في عام 2001 واُبقي من قبل مكتب المبعوث الإلكتروني (لاحقًا وحدة الحكومة الإلكترونية، وهي جزء من مكتب مجلس الوزراء). لقد حل محل الموقع الإلكتروني الوحيد للحكومة على الإنترنت، خدمة المعلومات الحكومية (GIS) المستضافة على open.gov.uk ، والتي تم اُنشئت في نوفمبر 1994. حُددت الحاجة إلى موقع الكتروني حكومي موحد ومحدث في دراسة جدوى البوابة الإلكترونية لعام 1999  التي أنشئتها «بي أي للاستشارات» لوحدة تكنولوجيا المعلومات المركزية (CITU) في مكتب مجلس الوزراء.أبرز الموقع أخباراً وروابط ومنشأت الابحاث تضم معًا الكثير من التواجد الحكومي على الإنترنت، على الرغم من ذلك، تمت إزالة منشأت بحث أعضاء الحكومة هذه لاحقًا. تمكن زوار الموقع من البحث عن معلومات حول تشكيلة متنوعة من المواضيع (على سبيل المثال، الزراعة والتمويل والصحة) واسترداد قائمة بالدوائر الحكومية التي تمكنت من تزويدهم بمزيد من المعلومات. كان من الممكن أيضًا القيام بعمليات مثل التقدم بطلب للحصول على جواز سفر، أو شراء ترخيص تلفزيوني، أو التسجيل للتصويت أو إكمال وإرسال نموذج التقييم الذاتي للضرائب، ولكن فقط إذا غادر المستخدمون الموقع الإلكتروني، حيث لا يمكنهم في الواقع إجراء المعاملة على يو كي اونلاين.

## التطورات
استبدل الموقع عام 2004 بخدمة Directgov ، والتي استبدلت هي أيضا في عام 2012 بخدمة Gov.uk. لا تزال هناك شبكات نقاط لوصول المجتمع إلى الإنترنت تسمى مراكز شبكات إنترنت المملكة المتحدة، والتي تديرها مؤسسة Tinder Foundation.

## روابط خارجية
- وحدة التعاملات الإلكترونية بمكتب مجلس الوزراء
- موقع مؤرشف من يناير 2004